# Sophie Wilmès
Sophie Wilmès (født 15. januar 1975 i Ixelles/Elsene) er en belgisk politiker i partiet Mouvement Réformateur (MR) og fra 27. oktober 2019 til 1. oktober 2020 Belgiens premierminister
, og dermed Belgiens første kvindelige regeringsleder.
27. oktober 2019 blev hun udnævnt til at efterfølge Charles Michel som landet premierminister. Hun afløstes på posten af Alexander De Croo 1. oktober 2020.